# 伊南バイパス

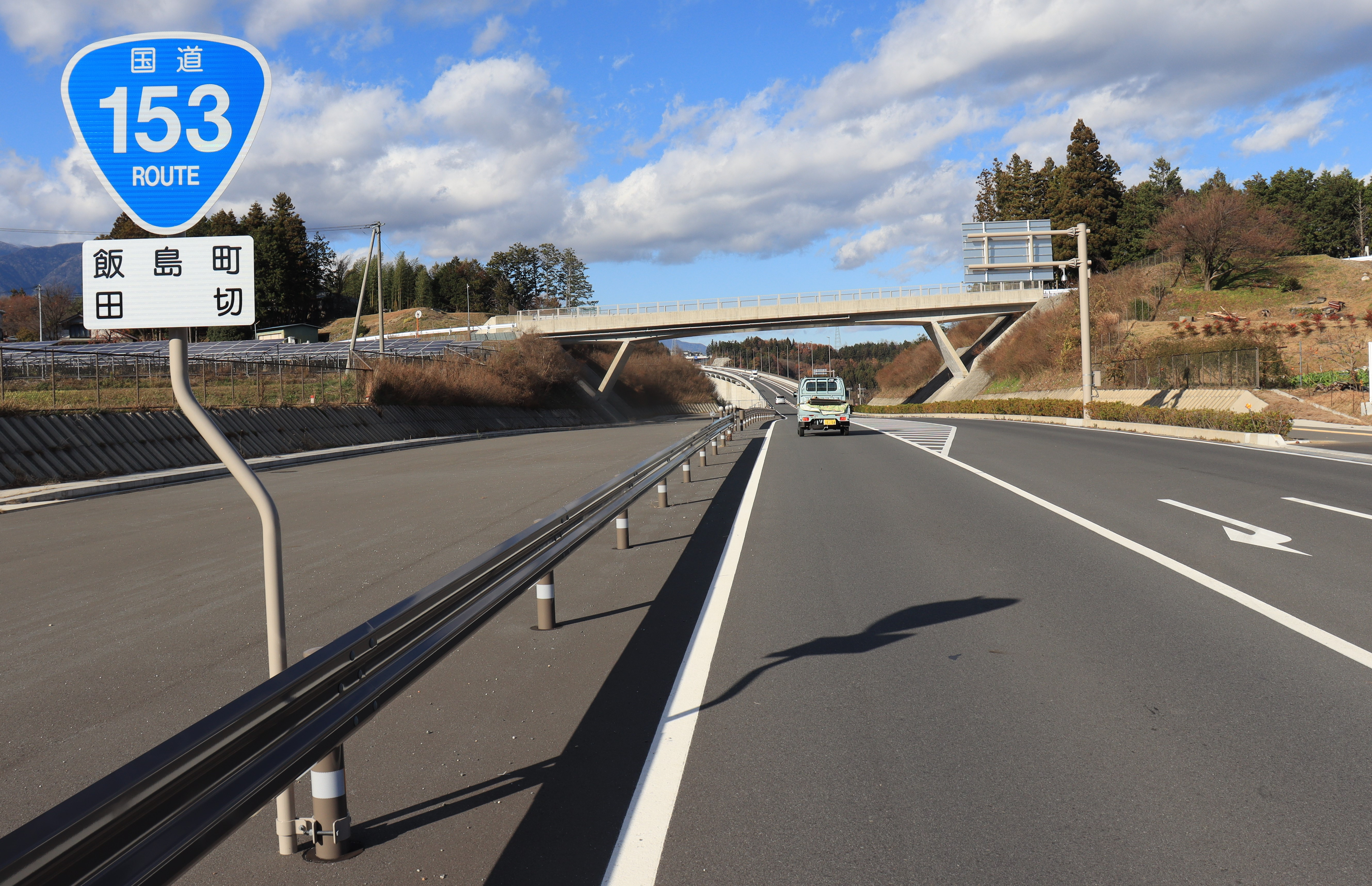
伊南バイパス、長野県上伊那郡飯島町田切にて

伊南バイパス（いなんバイパス）は、長野県の上伊那郡飯島町から駒ヶ根市に至る、全長約9キロメートル (km) の国道153号バイパスである。

## 概要

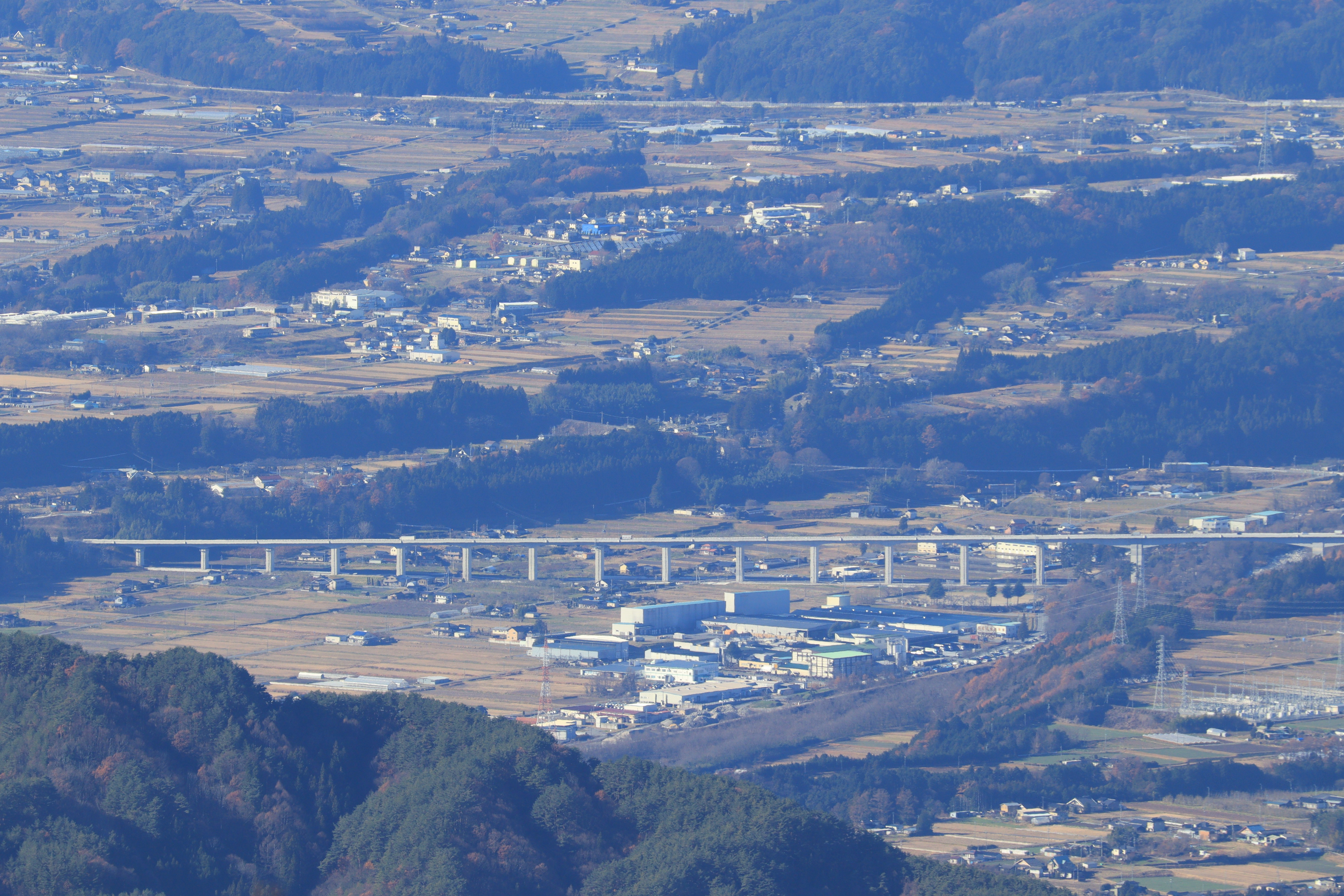
中田切川に架かる中央アルプス大橋

伊南バイパスは、飯島町から駒ヶ根市を通過する国道153号現道の交通渋滞の解消や交通安全の確保を目的に、2001年に着工したバイパス道路である。2018年の全線開通時における総事業費は約412億円である。特に田切地形の目立つ飯島町区間は橋梁部が多くを占める。計画は片側2車線の4車線道路であるが、中通り入口交差点から琴平町交差点の区間を除き、暫定2車線（片側1車線）で供用されている。
駒ヶ根市福岡 - 飯島町田切間の中田切川に架かる中央アルプス大橋は、橋長990メートル、幅員約13メートル、地上高は最大約40メートルあり、2018年11月17日の開通時点において、一般道路では長野県内最長の橋である。橋の名称は、駒ヶ根市と飯島町でつくる伊南バイパス建設促進期成同盟会が公募して決定した。
2004年2月に当時の長野県知事田中康夫が伊南バイパスの飯島町区間周辺開発について異論をはさみ、それをきっかけにして飯島町の高坂宗昭町長が地元に対して問題提起を図り、道路景観に関する独自の景観形成・土地利用住民協定を策定していたが、飯島町が景観法に定める「景観行政団体」となり、町独自の景観計画を策定して景観行政事務を行うことになったことから、田切地区が2023年2月18日に、飯島地区・本郷地区が2024年3月31日にそれぞれ廃止することとなった。

### 路線データ
- 起点：長野県上伊那郡飯島町本郷 (本郷中央交差点)
- 終点：長野県駒ヶ根市赤穂 (北の原交差点)
- 全長：9.2 km
- 規格：第3種2級
- 設計速度：60 km/h（琴平町交差点～北の原交差点区間は50 km/h規制）
- 道路幅員（土工部）：28.0 m、橋梁部24.5 m
- 車線幅員：3.5 m
- 車線数：4車線（一部暫定2車線）

## 沿革

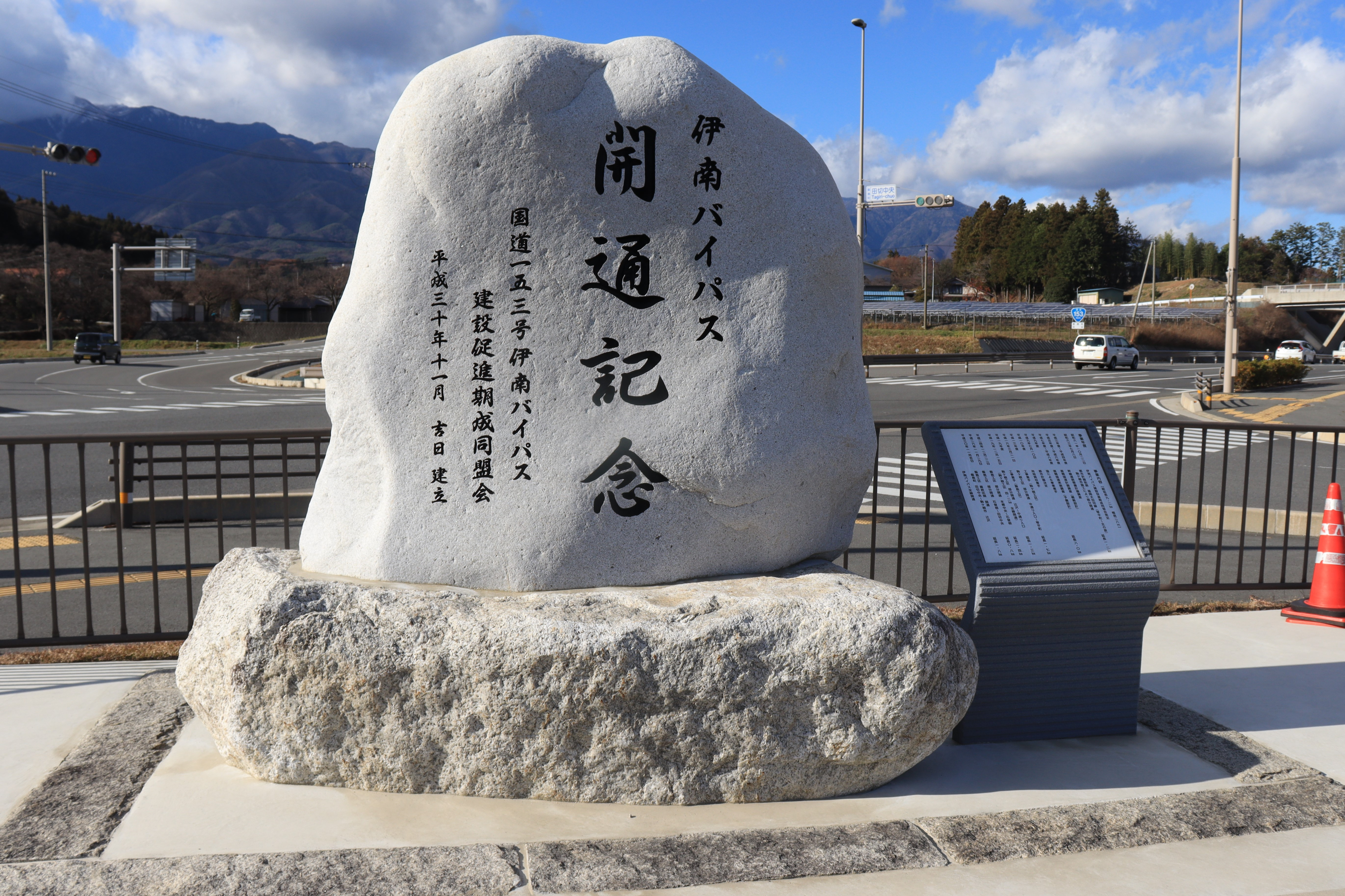
開通記念碑（2018年11月）

- 1988年（昭和63年）7月：駒ヶ根市内の琴平町交差点から北の原交差点までの区間（1.2 km）開通
- 1997年（平成9年）7月：都市計画決定
- 1997年（平成9年）度：事業化。駒ヶ根工区工事着手
- 1998年（平成10年）度：用地着手
- 2001年（平成13年）度：工事着手
- 2004年（平成16年）3月21日：駒ヶ根工区の駒ヶ根市道中通り線から琴平町交差点までの区間（1.7 km）開通
- 2007年（平成19年）
  - 5月20日：飯島工区工事着手
  - 12月15日：駒ヶ根工区の駒ヶ根市福岡から駒ヶ根市道中通り線までの区間（1.3 km）開通
- 2012年（平成24年）12月22日：飯島工区の飯島町本郷から飯島町道堂前線（石曾根交差点）までの区間（2.4 km）開通
- 2014年（平成26年）11月29日：飯島町飯島（石曾根交差点）から飯島町田切（田切中央交差点）までの区間（0.8 km）開通
- 2018年（平成30年）11月17日：飯島町田切（田切中央交差点）から駒ヶ根市赤穂（辻沢交差点）までの区間（1.8 km）開通に伴い、全線開通[5]。
- 2019年（令和元年）12月10日：駒ヶ根市赤穂（中通り入口交差点）から駒ヶ根市東町（琴平町交差点）までの区間（1.7 km）を4車線化[6]。

## 橋

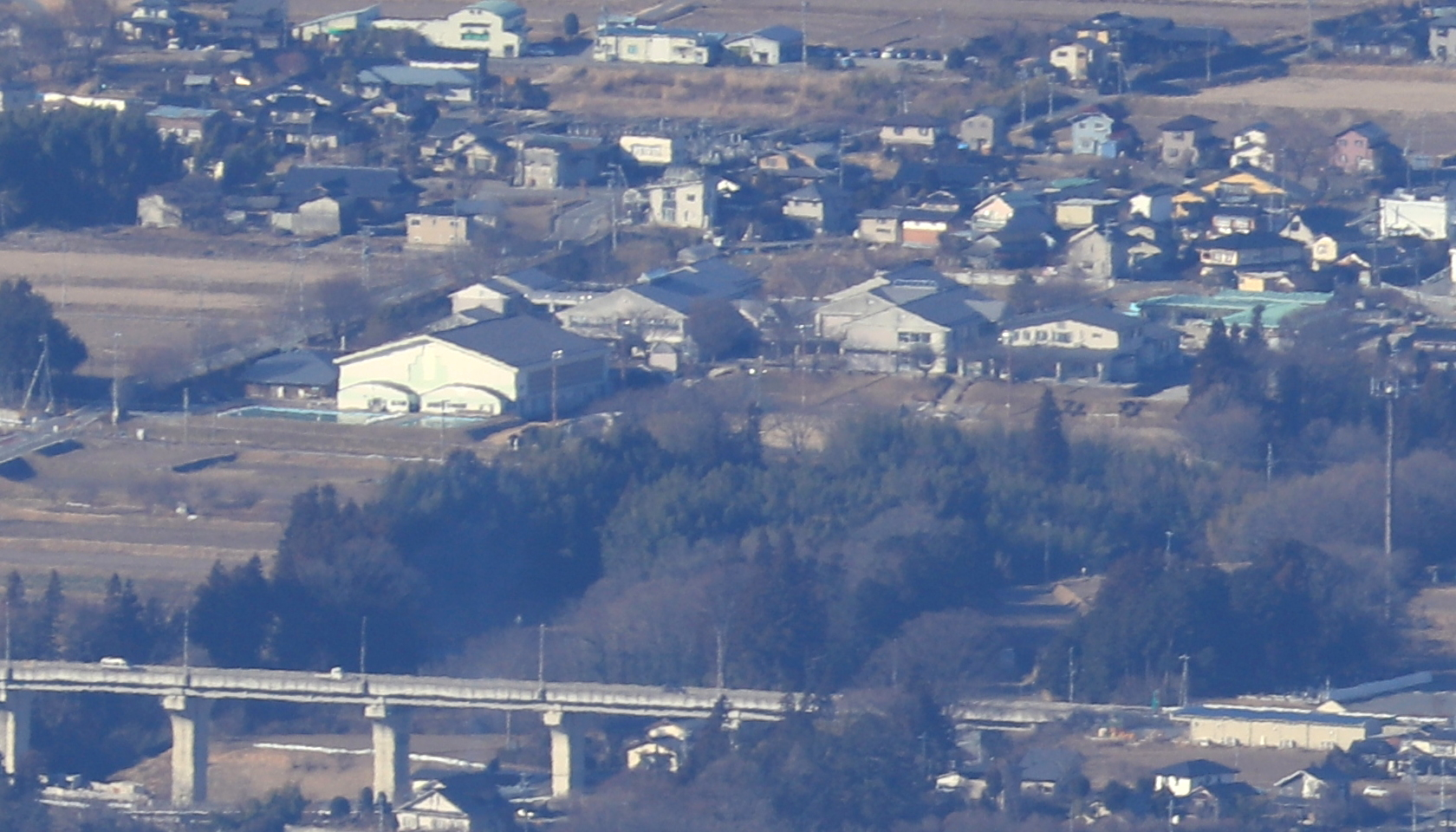
上穂沢川に架かる駒ヶ根大橋

主要な河川に架かる各々の橋を以下に示す。
- 駒ヶ根市
  - 古田切大橋（古田切川）
  - 精進川橋（精進川）
  - 七面川橋（七面川）
  - 新足垣外橋（鼠川）
  - 駒ヶ根大橋（上穂沢川）
- 飯島町
  - 中央アルプス大橋（中田切川）
  - 藤巻橋（藤巻川）
  - 新郷沢橋（郷沢川）
  - 与田切大橋（与田切川）

## 交差する道路

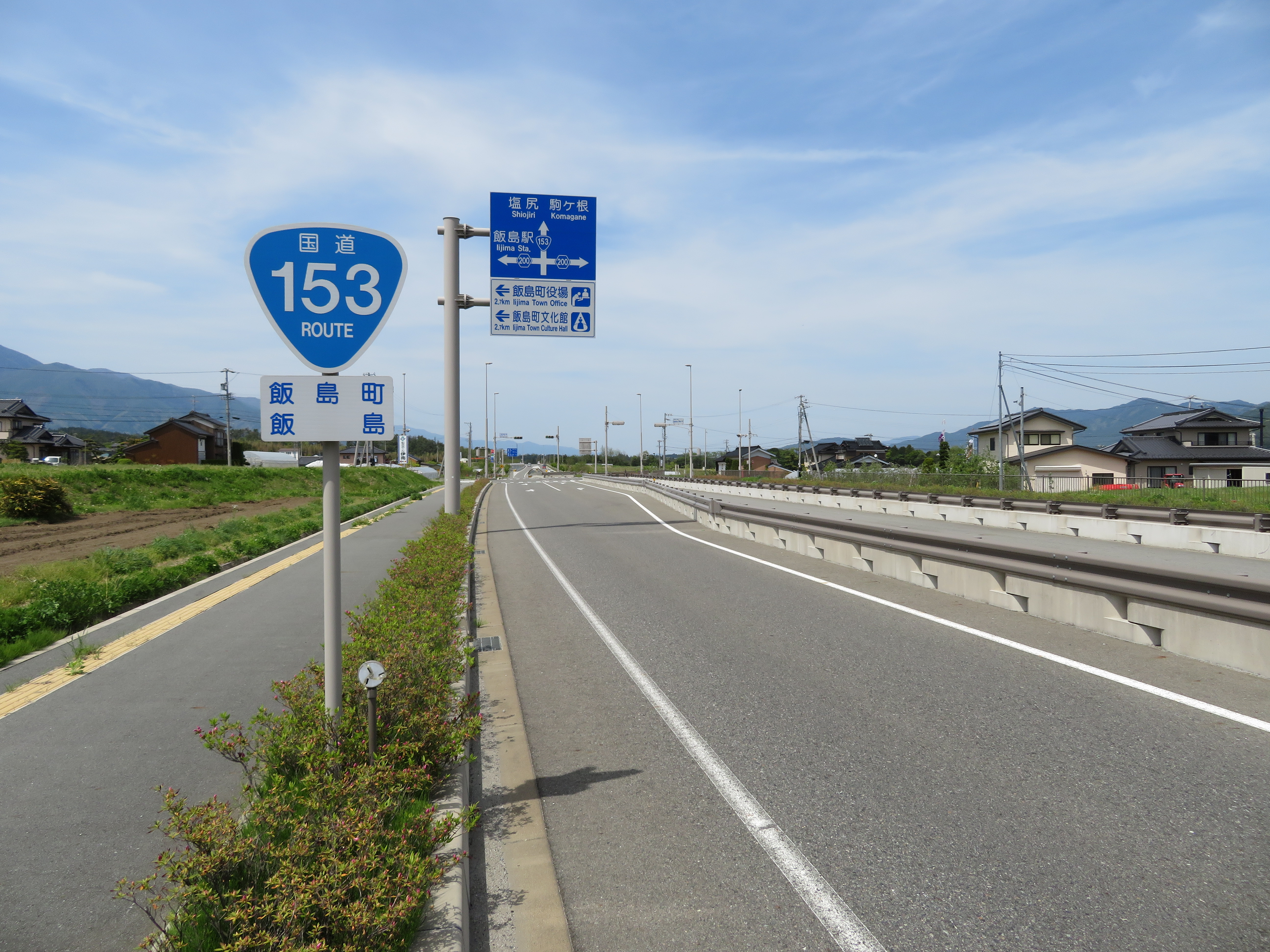
長野県道200号飯島停車場日曽利線との交差点、飯島町飯島付近

| 交差する道路                    | 交差する道路                    | 交差する場所 | 交差する場所 |
| ------------------------------- | ------------------------------- | ------------ | ------------ |
| 国道153号                       | 国道153号                       | 飯島町       | 本郷中央     |
| 長野県道200号飯島停車場日曽利線 | 長野県道200号飯島停車場日曽利線 | 飯島町       | 飯島駅東     |
| 町道堂前線                      | 町道堂前線                      | 飯島町       | 石曾根       |
| 長野県道18号伊那生田飯田線      | 町道追引南田切幹1号線           | 飯島町       | 田切中央     |
| 駒ヶ根市道                      | 国道153号                       | 駒ヶ根市     | 辻沢         |
| 長野県道49号駒ヶ根長谷線        | 長野県道49号駒ヶ根長谷線        | 駒ヶ根市     | 琴平町       |
| 国道153号                       | 国道153号                       | 駒ヶ根市     | 北の原       |

## 周辺の主な施設
- 上伊那広域消防本部伊南北消防署
- 駒ヶ根市立赤穂東小学校
- 長野県赤穂高等学校
- 道の駅田切の里

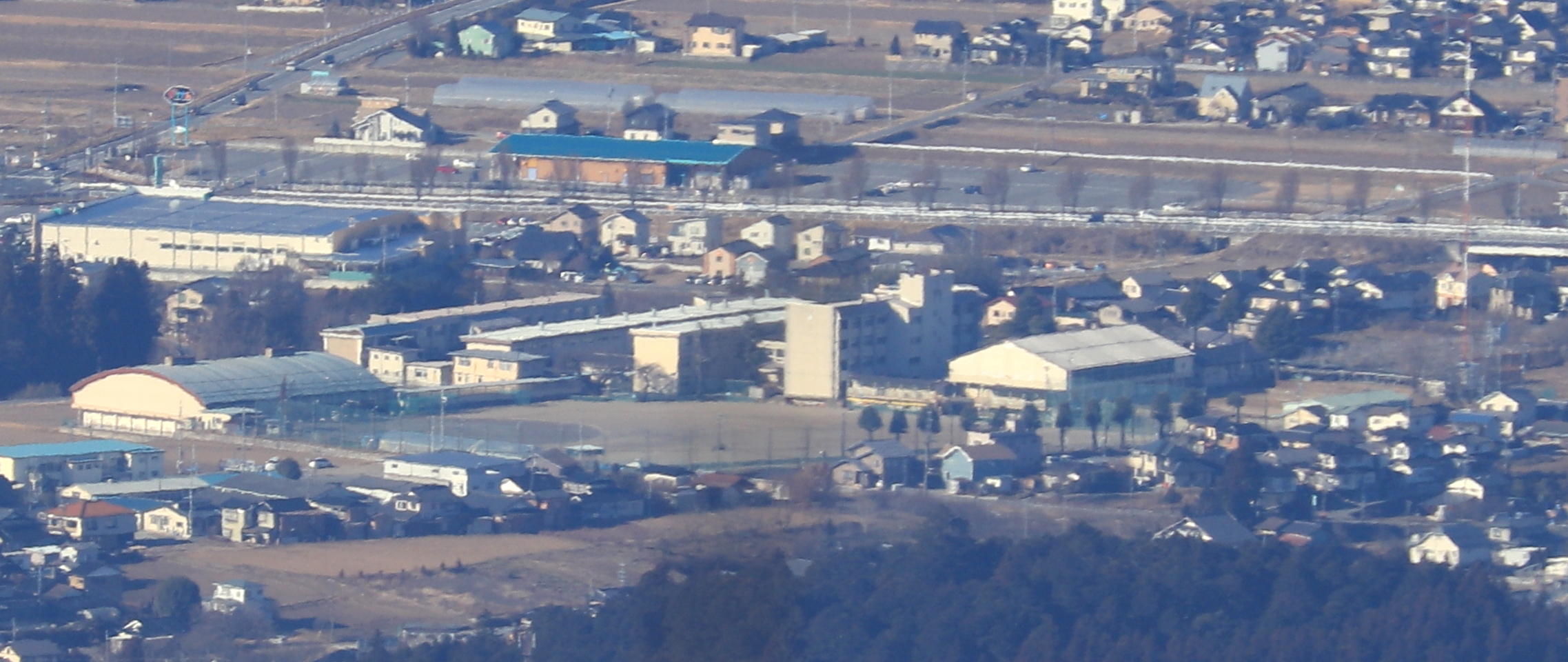
赤穂高校
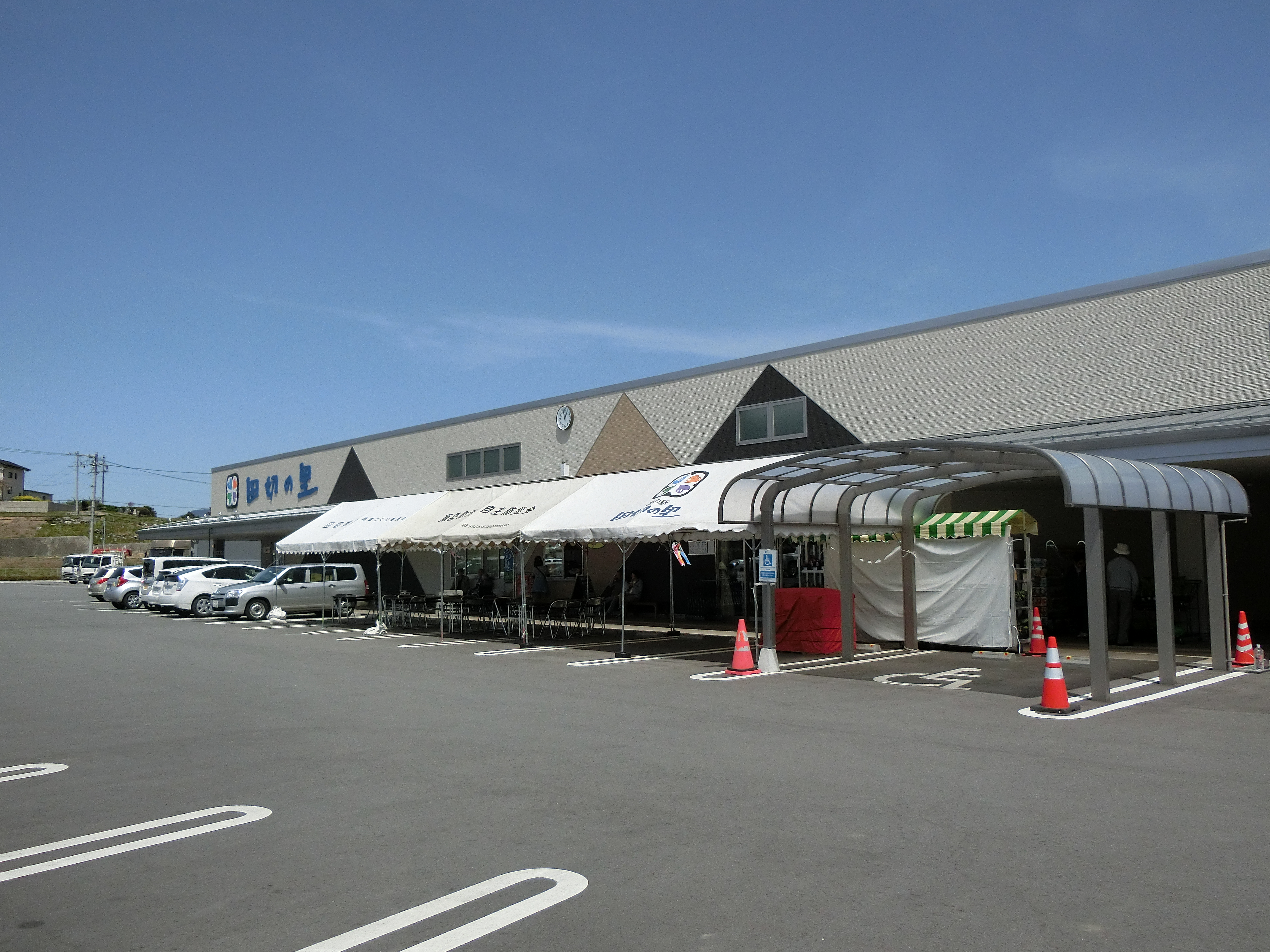
道の駅田切の里